# Theater of Salvation
Theater of Salvation är det tyska power metal-bandet Edguys fjärde studioalbum, utgivet i februari 1999 på AFM Records och i Japan på Victor i januari samma år.
Albumet är bandets första med Felix Bohnke på trummor och Tobias Exxel på bas, vilken tidigare trakterats av Tobias Sammet.
Med skivan tog sig bandet in på topplistorna för första gången. Theater of Salvation nådde plats 66 på den tyska topplistan och plats 50 på den svenska.

## Låtlista
1. "The Healing Vision" – 1:11
2. "Babylon" – 6:10
3. "The Headless Game" – 5:31
4. "Land of the Miracle" – 6:32
5. "Wake Up the King" – 5:43
6. "Falling Down" – 4:36
7. "Arrows Fly" – 5:03
8. "Holy Shadows" – 4:31
9. "Another Time" – 4:07
10. "The Unbeliever" – 5:47
11. "Theater of Salvation" – 14:10

Bonusspår på den japanska utgåvan
1. "For a Trace of Life" – 4:13
2. "Walk on Fighting" (Live in Milan) – 5:40
3. "Fairytale" (Live) – 6:21

## Medverkande
Musiker
- Tobias Sammet – sång, keyboard
- Jens Ludwig – gitarr, körsång
- Dirk Sauer – gitarr, körsång
- Tobias Exxel – basgitarr
- Felix Bohnke – trummor

Bidragande musiker
- Frank Tischer – sång, piano, keyboard
- Daniel Gallmarini – piano
- Markus Schmitt – körsång
- Ralf Zdiarstek – körsång
- Marc Laukel – körsång
- Uwe Ruppel – körsång
- Timo Ruppel – körsång
- Norman Meiritz – körsång

Produktion
- Edguy – exekutiv producent
- Norman Meiritz – inspelningstekniker
- Frank Tischer – inspelningstekniker
- Mikko Karmila – mixning
- Bernd Steinwedel – mastering
- Adrian Maleska – omslagskonst, albumkonst, layout
- Timo Ruppel – foto